# Лоренцо Ліппі
Лоренцо Ліппі (італ. Lorenzo Lippi 3 травня, 1606 — 15 квітня, 1665) — італійський художник та поет доби бароко.

## Ранні роки
Народився в місті Флоренція. На формування молодого художника вплинули твори флорентійського майстра Санті ді Тіто.
Тривалий ча працював у Флоренції. Серед його приятелей цього часу — неаполітанський удожник і літератор Сальватор Роза, котрий працював у Флоренції в період 1640—1649 років. Обидва зналися на літературі. Разом із Сальватором Роза вони заснували літературний гурток (академія Перкоссі).

## Праця в Інсбруці
1647 року він відбув до міста Інсбрук, де йому запропонували посаду придворного художника при дворі Клаудії Медічі. Створював портрети, алегорії, картини і фрески для храмів. Серед творів цього періоду — низка парадних портретів в стилі Юстуса Сустерманса.

## Власна родина
У віці 40 років він зустрівся з донькою заможного скульптора Джованні Франческо Сузіні — Єлизаветою і узяв з нею шлюб.

## Літературний твір
Незважаючи на працю як художник, що постійно збирав нові матеріали і враження для нових власних картин, Лоренцо Ліппі не покидав литературної праці. Серед відомих літературних творів митця — «Malmantile Racquistato», він приховав себе під псевдонімом Perlone Zipoli.
Цей пародійний твір (бурлеск) — декілька оповідей під одною кришкою. Головна сюжетна лінія — експедиція по поверненню, відвоюванні фортеці, котру захопили у її справжньої володарки. Твір був написаний тосканським діалектом, котрий ряснів тосканськими особинками та ідіоматичними виразами. Невдовзі твір став доволі популярним, вперше був надрукований 1688 року вже після смерті Лоренцо Ліппі.

## Смерть
Лоренцо Ліппі помер у Флоренції, за свідоцтвами від запалення легень та плевріту. Поховання відбулося в церкві Санта Марія Нуова.

## Біограф
Спробу відтворити життєвий шлях жудожника і поета створив Філіппо Бальдінуччі (1624—1697).
Серед учнів худлжника — Бартоломео Бімбі.

## Обрані твори
- «Лот і дві доньки»
- «Мадонна з немовлям і Іваном Хрестителем дитиною»
- «Алегорія фальши»
- «Алегорія молодості»
- «Алегорія музики»
- «Страта св. Катерини»
- «Чоловічий портрет»
- «Христос і самаритянка»
- «Апостол Андрій»
- «Свята Агата»
- «Свята Катерина»
- «Свята Трійця»
- «Св. Тома роздає милостиню»
- «Мадонна і сім різних святих»
- «Ермінія знайшла пораненого коханого Танкреда»

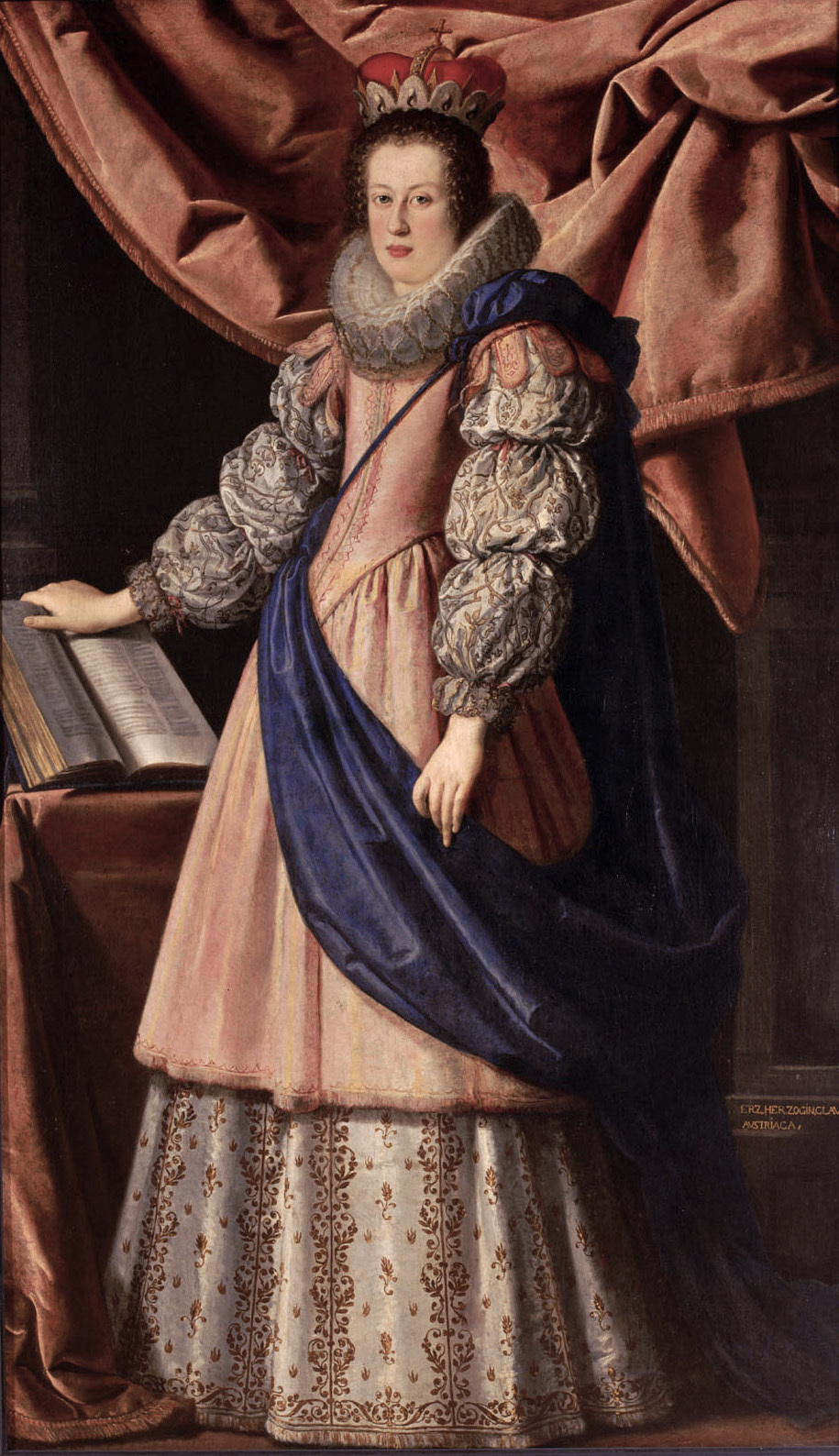
Лоренцо Ліппі. «Клаудія де Медічі», Музей історії мистецтв
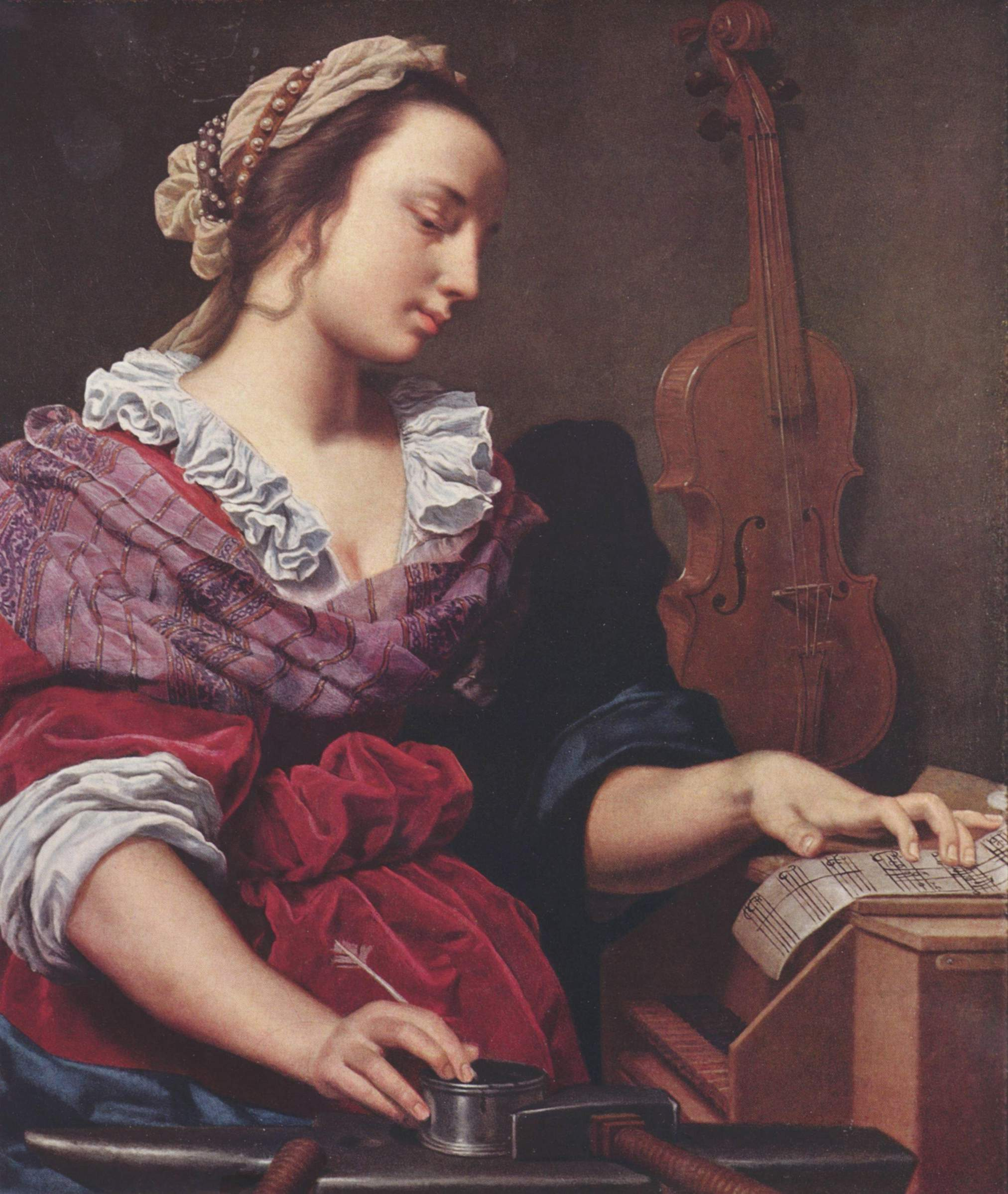
Лоренцо Ліппі. «Алегорія музики», перша половина 17 ст.
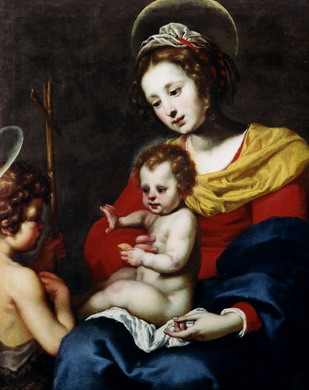
Лоренцо Ліппі. «Мадонна з немовлям і Іваном Хрестителем дитиною»
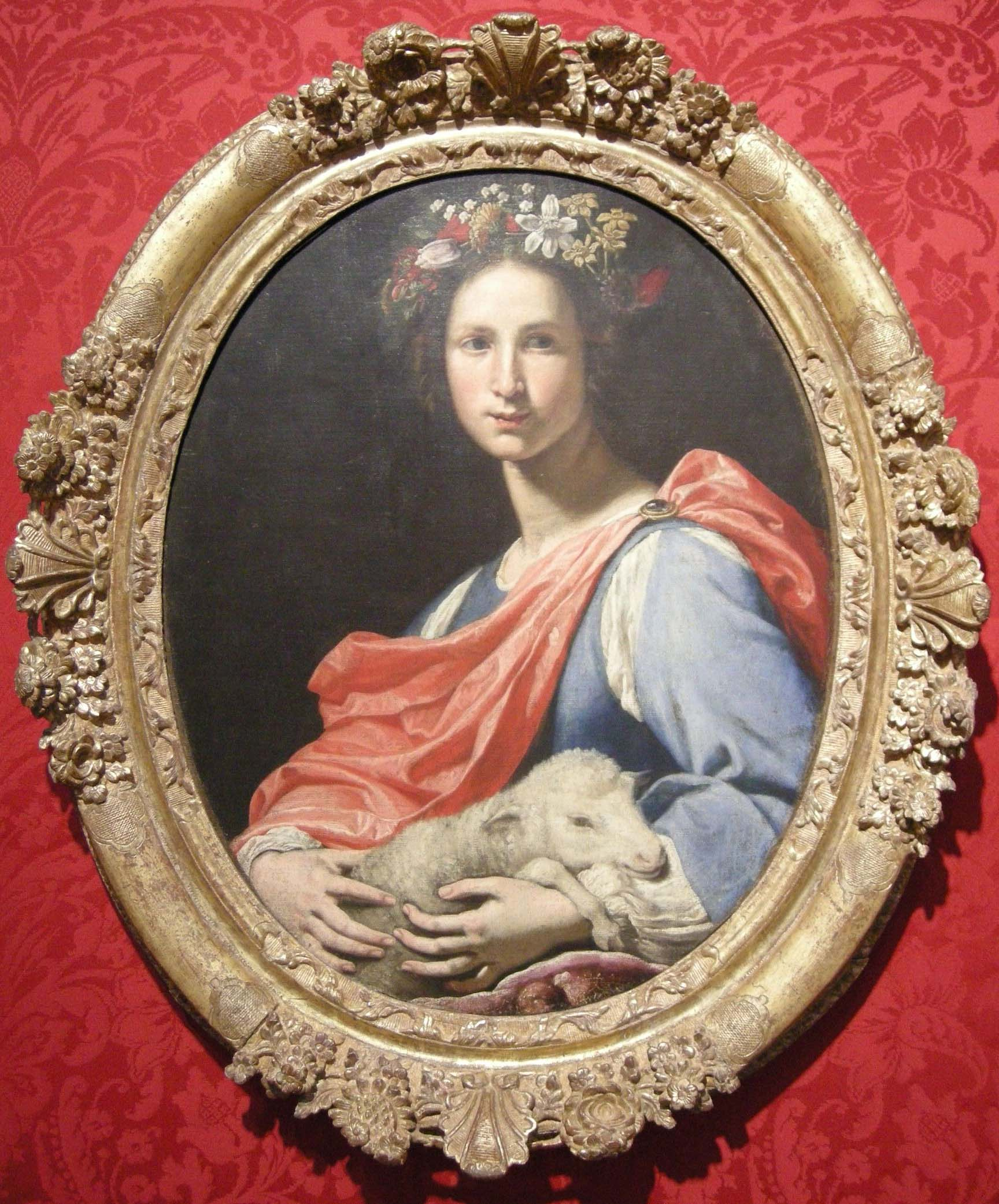
Лоренцо Ліппі. «Алегорія молодості», бл. 1650 р.
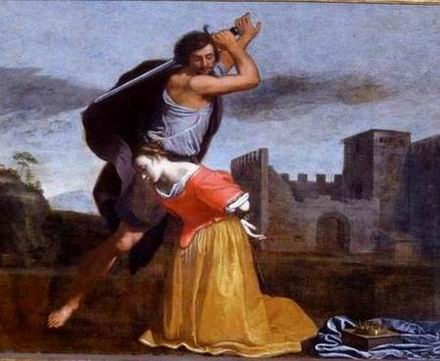
Лоренцо Ліппі. «Страта св Катерини», церква Санті Вінченцо е Катеріна
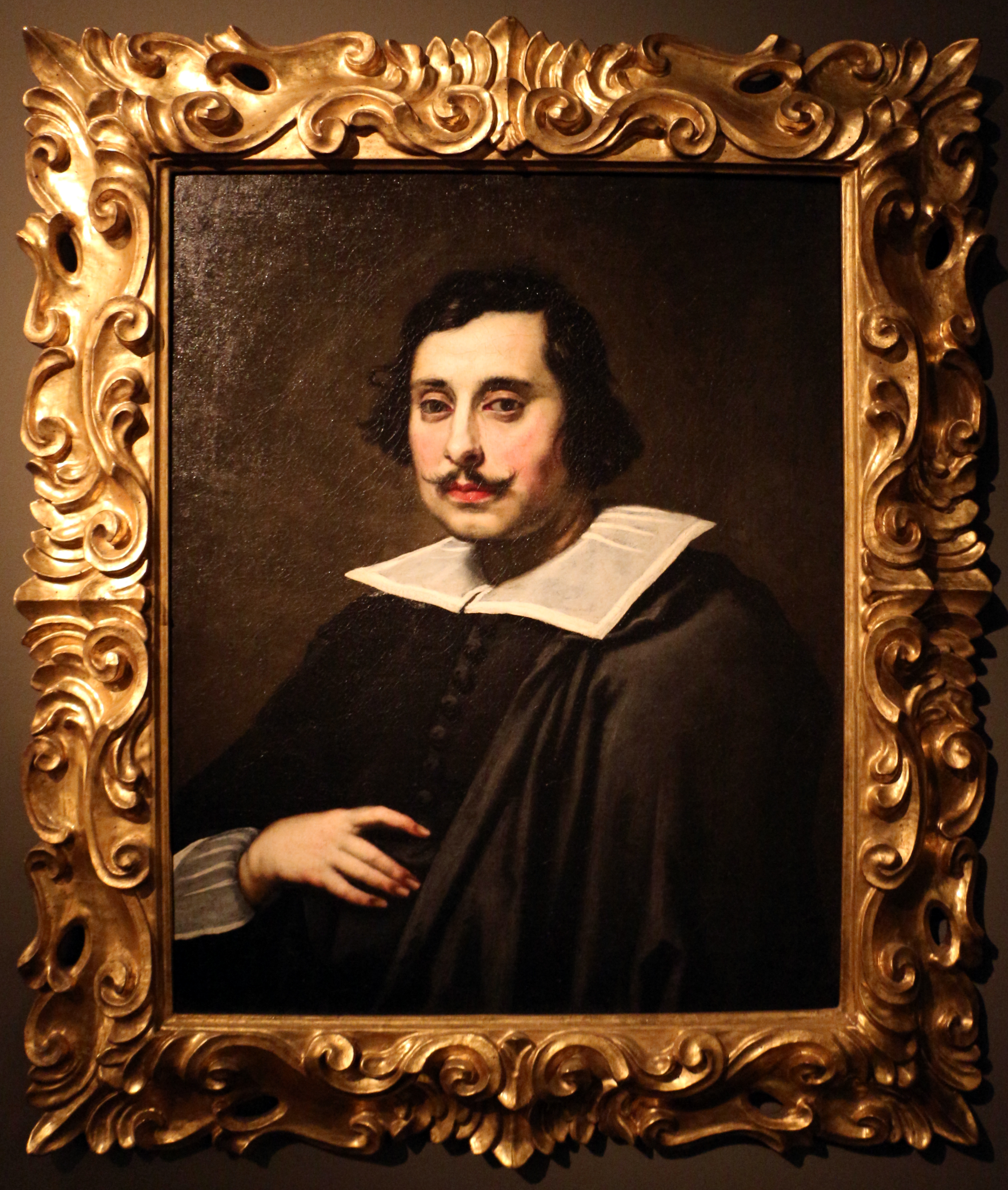
Лоренцо Ліппі. Чоловічій портрет.
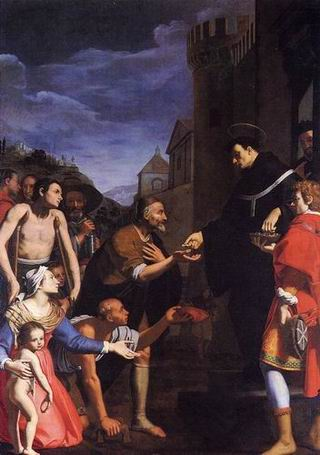
Лоренцо Ліппі. «Святий Тома роздає милостиню», церква Сан Агостино в Прато
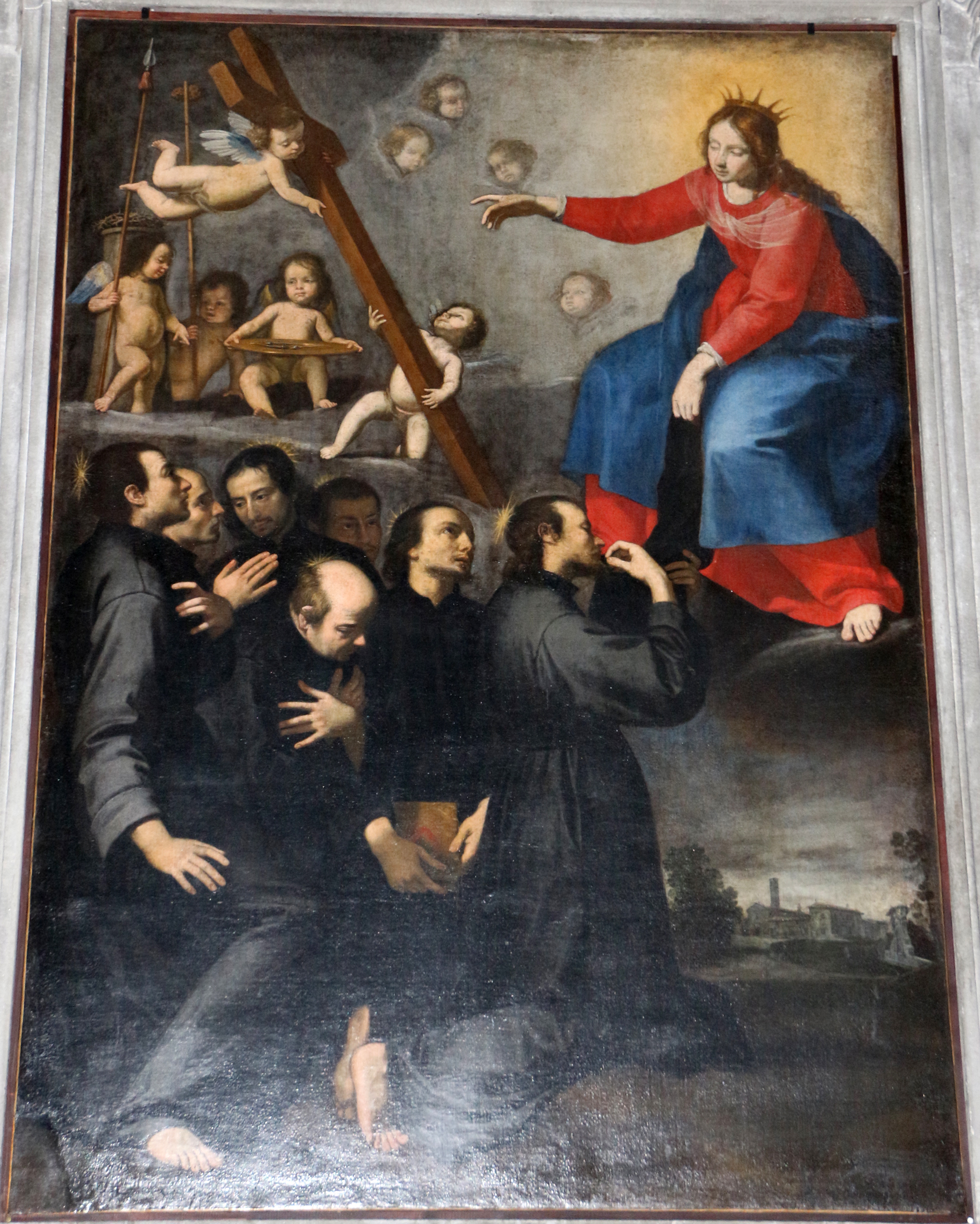
Лоренцо Ліппі. «Мадонна і сім різних святих»
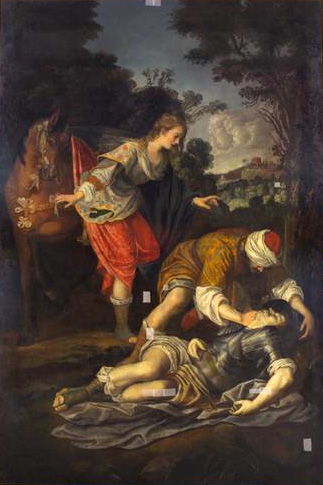
Лоренцо Ліппі. «Ермінія знайшла пораненого коханого Танкреда»
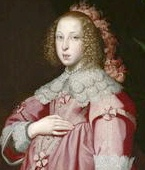
Лоренцо Ліппі. «Австрійська імператриця Марія Леопольдіна», Музей історії мистецтв, Відень
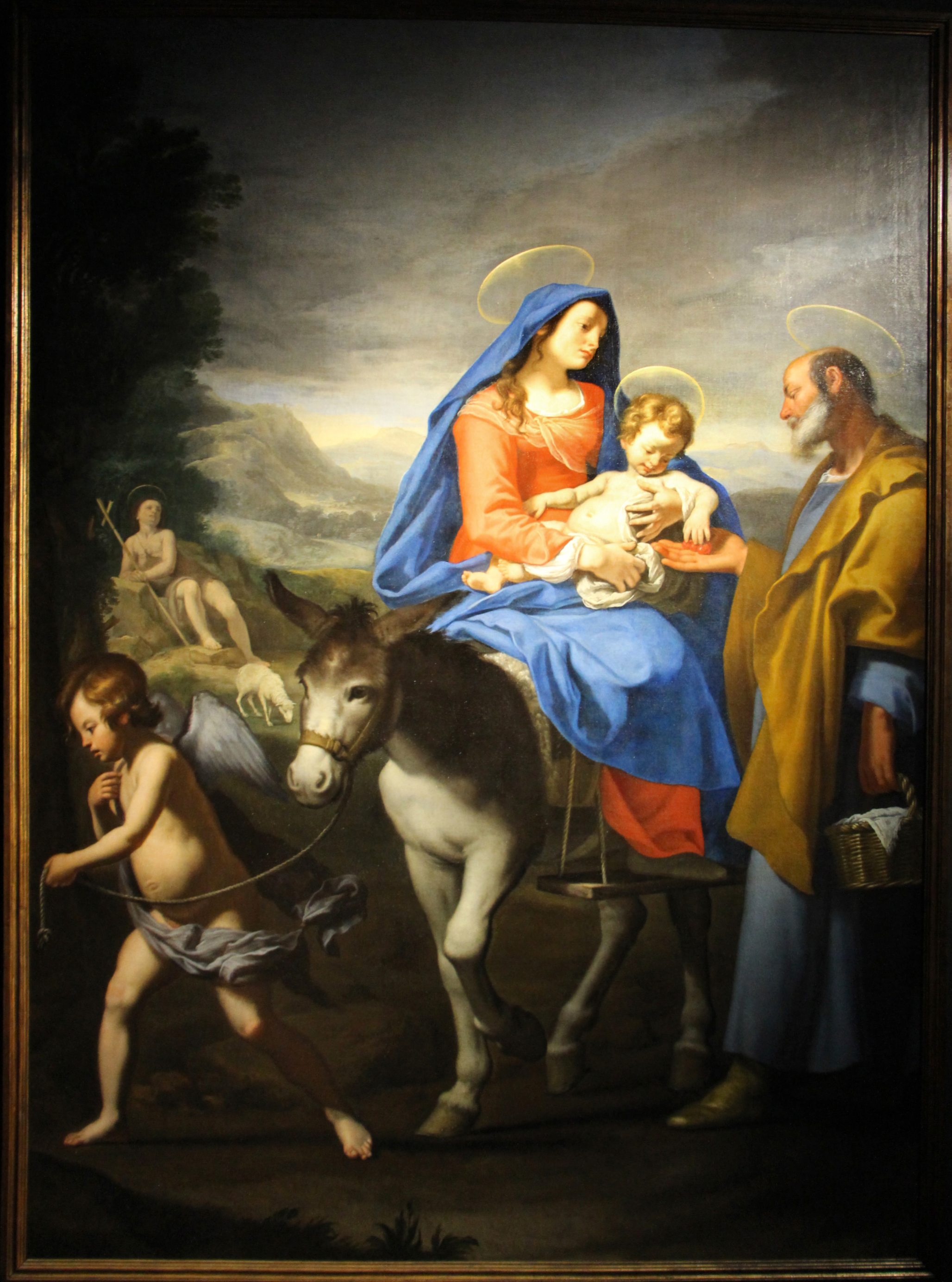
Лоренцо Ліппі. «Втеча Святої Родини в Єгипет»